# Contro il mondo
Contro il mondo è un singolo discografico del gruppo musicale italiano Baustelle, pubblicato il 5 gennaio 2023.

## Descrizione
Il brano segna il ritorno sulle scene della band dopo circa quattro anni dedicati a progetti paralleli. Inoltre esso anticipa la pubblicazione del  nono album in studio della band, intitolato Elvis, uscito il 14 aprile 2023 per BMG Rights.
Il brano è stato inserito da Recensiamo Musica tra le 100 canzoni indie più belle del 2023.

## Video musicale
Il videoclip della canzone è stato diretto da Marco Cella con la direzione artistica di Gian Luca Francassi. Esso presenta un'alternanza di fotogrammi in bianco e nero della band che esegue il brano.

## Tracce
- Download digitale

1. Contro il mondo – 4:31 (Francesco Bianconi)